# Ausculta fili
Ausculta fili ("Ouve, meu filho" em latim) é uma bula papal dirigida em 5 de dezembro de 1301 pelo Papa Bonifácio VIII ao rei Filipe IV da França.

## Pano de fundo
Filipe, em inimizade com Bonifácio, expandiu agressivamente o que considerava direitos reais, conferindo benefícios e nomeando bispos para sedes, independentemente da autoridade papal. Ele expulsou de suas sedes bispos que se opunham à sua vontade e apoiavam o Papa.[carece de fontes?]
Em 1295, Bonifácio criou uma sé em Pamiers da  diocese de Toulouse pela bula Romanus Pontifex, tornou-a sufragânea da  arquidiocese de Narbona e nomeou Bernard Saisset como bispo. No entanto, a oposição de Hughes Mascaron, bispo de Toulouse, e o conflito entre Saisset e Roger Bernard III, conde de Foix, impediram Saisset de tomar posse imediata de sua diocese. Como aristocrata occitano ardente, Saisset não escondeu o fato de que desprezava os franceses "francos" do norte.[carece de fontes?]
Em 1299, Bonifácio suspendeu dois bispos no sul da França. Filipe então tentou exercer o droit de regale e reivindicou o direito de confiscar as receitas das sés vagas. Bonifácio objetou que a suspensão não é o mesmo que deposição e não tornou vaga uma sé. Ele enviou o bispo de Pamiers a Filipe como legado de protesto.

## Conteúdo e rescaldo
O incipit segue o modelo da Regra de São Bento. A carta foi redigida em termos firmes e paternos. Ela aponta os males que o rei trouxe ao seu reino, à igreja e ao Estado e o convida a fazer penitência e consertar seus caminhos.[carece de fontes?]
A bula foi ignorada por Filipe e foi seguida pela bula papal Unam sanctam.[carece de fontes?]